# Teatre Lliure
Il Teatre Lliure è un ente situato nel distretto di Gracia della città di Barcellona, in Catalogna: il nome indica anche l'edificio teatrale che lo ospita.

## Storia
Inaugurato nel 1976, la sua nascita si deve ad un gruppo di artisti impegnati nel circuito dei teatri indipendenti, che sentì la necessità di un luogo dove allestire spettacoli secondo la propria visione artistica. È dotato di tre sale divise in due differenti strutture: la sala Fabià Puigserver, di 736 posti, rettangolare; l'Espai Lliure, arena a croce greca con posti su tutti e quattro i lati per una capienza complessiva di 172 spettatori; il Lliure de Grâcia, concepito come un open space da 320 spettatori. Nel 1990 fu tra i fondatori dell'Unione dei Teatri d'Europa voluta da Giorgio Strehler.